# Markus Hofer (Künstler)
Markus Hofer (* 1977 in Haslach an der Mühl, Oberösterreich) ist ein österreichischer Bildhauer.

## Leben und Werk
Nach dem Besuch der Universität für künstlerische und industrielle Gestaltung Linz und der Kunsthochschule Berlin-Weißensee studierte und diplomierte Markus Hofer an der Akademie der bildenden Künste Wien bei Bruno Gironcoli.
Das Instrumentarium, mit dem Hofer den uns vertrauten Gegenständen und Umgebungen zu Leibe rückt, ist das der Intervention. Wo und in welchem Maß er sie einsetzt, behält sich der Künstler selbst vor. Der öffentliche Raum wird ebenso bespielt wie der private. Bereits existierende, von Hofer sorgfältig ausgewählte Objekte werden durch seine bildhauerischen Eingriffe einer neuen Bedeutungsebene zugeführt. Es werden dabei unsere gewohnten Wahrnehmungsschemata nicht nur umgedreht, sondern auch erweitert und in einen neuen Kontext gesetzt. In der Konfrontation mit einem Gegenstand wie etwa einem Gartenschlauch oder einem Boiler erfolgt eine Transformation der Wahrnehmung. Kaum jemand betrachtet diese Gegenstände aus einem formal-ästhetischen Gesichtspunkt – außer Markus Hofer –, dem als Bildhauer vor allem die äußere Form interessiert. Die ursprüngliche Funktion macht er sich jedoch zu Nutze, um Begrifflichkeiten wie Flachwasser u. a. bildlich umzusetzen, und er rückt damit die schlichte Banalität der Gegenstände wieder ins Blickfeld. Die Grenzziehung zwischen Kunst und Alltagsgegenstand ist dabei ebenso komplex wie mannigfaltig.
Markus Hofer war der erste Künstler, der von der Albertina, Wien, zur Ausstellungsreihe Intervention eingeladen wurde. Seine Werke wurden ebenfalls im Belvedere in Wien, der Kunsthalle Krems, im Museum Würth in Deutschland und anderen Institutionen gezeigt.

## Ausstellungen und Messebeteiligungen
- 2004 – Die Macht der Farbe, Theseustempel, Wien
- 2005 – Chilenische Eier, Space, Kforum Vienna (Einzelausstellung)
- 2005 – Betonsalon, MuseumsQuartier, Wien
- 2006 – site effects, Schloss Hollenburg, Niederösterreich
- 2007 – Sceneshift, Passagegalerie, Künstlerhaus Wien, (Einzelausstellung)
- 2007 – Kunstzelle, WUK (Kulturzentrum), Wien
- 2008 – Space Invasion, Österreichisches Museum für Volkskunde (Einzelausstellung)
- 2008 – May I Have Your History, Artist Quarterly, Sotheby’s Wien, Österreich (Einzelausstellung)
- 2009 – The Beauty of the Mistake, LX factory, Lissabon, Portugal
- 2009 – Flavors of Austria, The Art Foundation, Athen, Griechenland
- 2009 – Wasser/Leben, Landesausstellung Kärnten, Stift Millstatt, Kärnten, Österreich
- 2009 – Time Zone, Haus Frey, Graz, Österreich (Einzelausstellung)
- 2010 – Tracing Abstract, Dokumentationszentrum für moderne Kunst, St. Pölten, Österreich
- 2011 – Small Format, LKFF Art&Skulpture Projects, Brüssel, Belgien
- 2011 – Ronchini Arte Contemporanea, Terni, Italien (Einzelausstellung)
- 2011 – Skulpturale 2011, Konstanz, Deutschland
- 2011 – Interventionen in Graz, Orpheum Graz, Österreich (Einzelausstellung)
- 2012 – Objected Tables, Hofmobilien Depot Wien, Österreich
- 2012 – Museum Humanum, Fratres, Österreich
- 2012 – Fiera Internazionale di Arte Contemporanea 2012, Bologna, Italien
- 2012 – Le tour de la Réalité, LKFF Art&Sculpture Projects, Brüssel, Belgien (Einzelausstellung)
- 2012 – Painted Interventions, Österreichisches Kulturinstitut, Washington, USA
- 2012 – Wunder, Kunsthalle Krems, Österreich
- 2012 – Intervention(1), Albertina, Wien, Österreich (Einzelausstellung)
- 2013 – Emerge Art Fair, Washington, USA
- 2013 – A.E.I.O.U. Österreichische Aspekte in der Sammlung Würth, Museum Würth, Künzelsau, Deutschland
- 2014 – Art Brussels, Mario Mauroner Contemporary Art Salzburg-Vienna, Brüssel, Belgien
- 2014 – Art Paris, Mario Mauroner Contemporary Art Salzburg-Vienna, Paris, Frankreich
- 2014 – Hier steht ein Sessel, Galerie im Traklhaus, Salzburg, Österreich
- 2014 – Die andere Seite, Spiegel und Spiegelungen in der zeitgenössischen Kunst, Österreichische Galerie Belvedere
- 2014 – Das endlose Zimmer, Mario Mauroner Contemporary Art Vienna, Österreich (Einzelausstellung)[6]

## Öffentliche Sammlungen
- Sammlung Belvedere
- Sammlung Albertina
- Sammlung Würth